# Goodyera nankoensis
Goodyera nankoensis är en orkidéart som beskrevs av Noriaki Fukuyama. Goodyera nankoensis ingår i släktet knärötter, och familjen orkidéer. Inga underarter finns listade i Catalogue of Life.